# Nymphula discoloralis
Nymphula discoloralis là một loài bướm đêm trong họ Crambidae.